# Tom Thomson

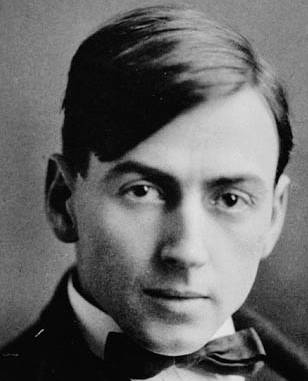
Tom Thomson

Thomas John "Tom" Thomson (Claremond, Ontario, 5 augustus 1877 - Canoe Lake, Algonquin Provincial Park, Ontario, 8 juli 1917) was een Canadees kunstschilder. Hij wordt doorgaans gerekend tot de kunstenaarsgroepering Group of Seven, hoewel hij bij de oprichting ervan reeds overleden was.

## Leven en werk
Thomson vervulde in zijn leven diverse eenvoudige baantjes alvorens hij in 1907 in Toronto begon te werken als grafisch ontwerper. Pas in 1912 begon hij serieus met schilderen, zonder een verdere kunstopleiding. Hij maakte voornamelijk landschappen in een stijl die doet denken aan het postimpressionisme en werd vooral geprezen om zijn atmosferische kleurgebruik. Tussen 1914 en 1917 reisde hij veel door Canada en vond vooral inspiratie voor zijn werk in de ongerepte natuur, meer in het bijzonder in Algonquin Park.
Thomson overleed in 1917 tijdens een kanotocht op Canoe Lake in Algonquin Park. Aanvankelijk werd het als een ongeluk beschouwd, maar later bleek dat hij in een net verwikkeld was en een zware hoofdwond had. Gesuggereerd werd wel dat hij vermoord was door een buurman met wie hij in onmin leefde, of mogelijk zelfs zelfmoord pleegde. De familie heeft zijn lichaam uiteindelijk nooit gezien. Het mysterie rondom zijn dood is later nooit opgelost.
Thomson werkte tussen 1912 en zijn dood in 1917 veel samen met een aantal Canadese postimpressionistische landschapschilders die kort na zijn dood de 'Group of Seven' zouden vormen, en op wiens werken hij grote invloed had.
Veel van Thomsons werk is te zien in de National Gallery of Canada te Ottawa. In 2012 vond in het Groninger Museum een tentoonstelling plaats van het werk van Thomson en leden van de Group of Seven.
Over het leven van Thomson zijn meerdere boeken geschreven. Joyce Wieland maakte in 1976 een film over zijn leven onder de titel The Far Shore.

## Galerij

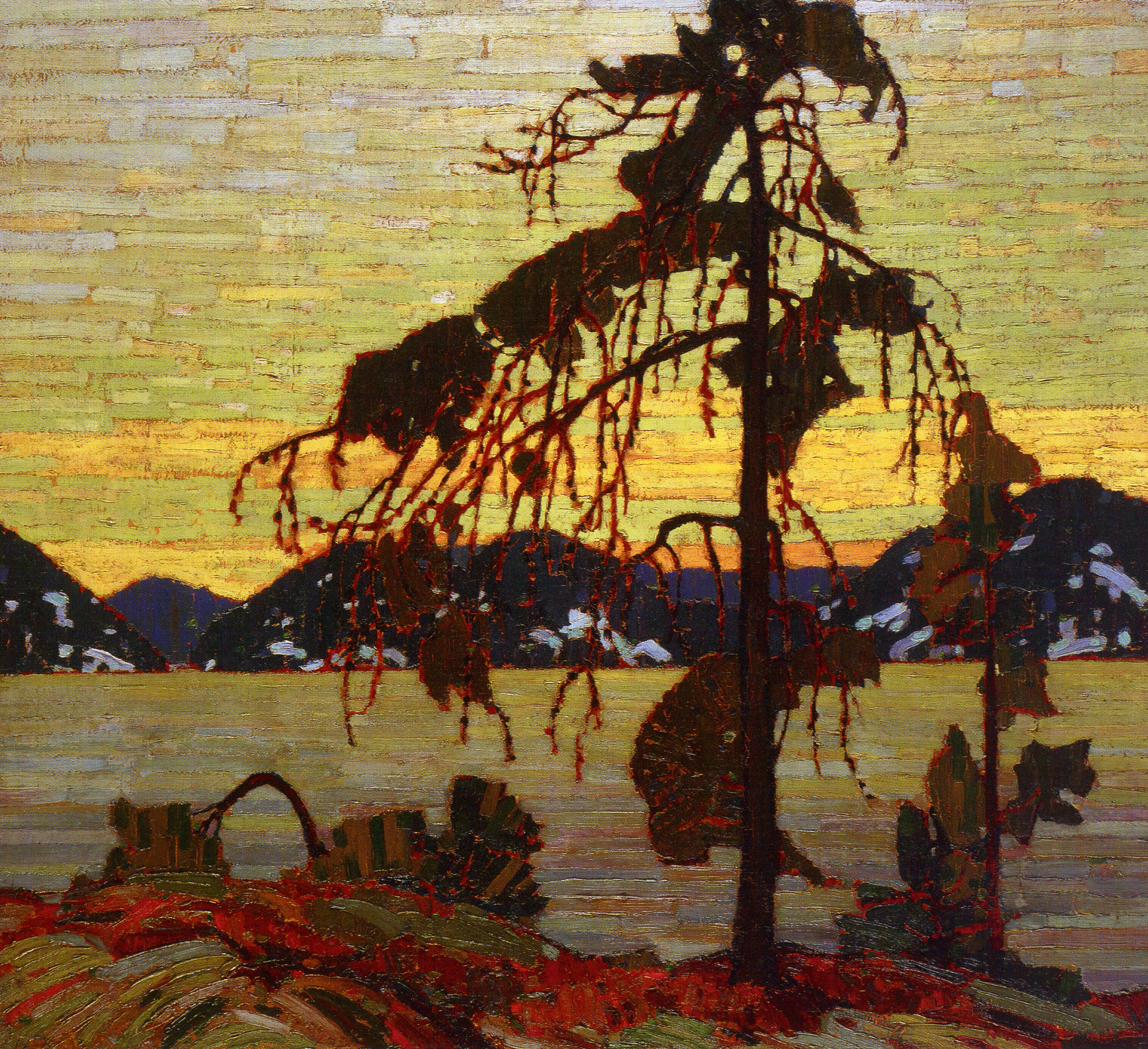
Jackpine
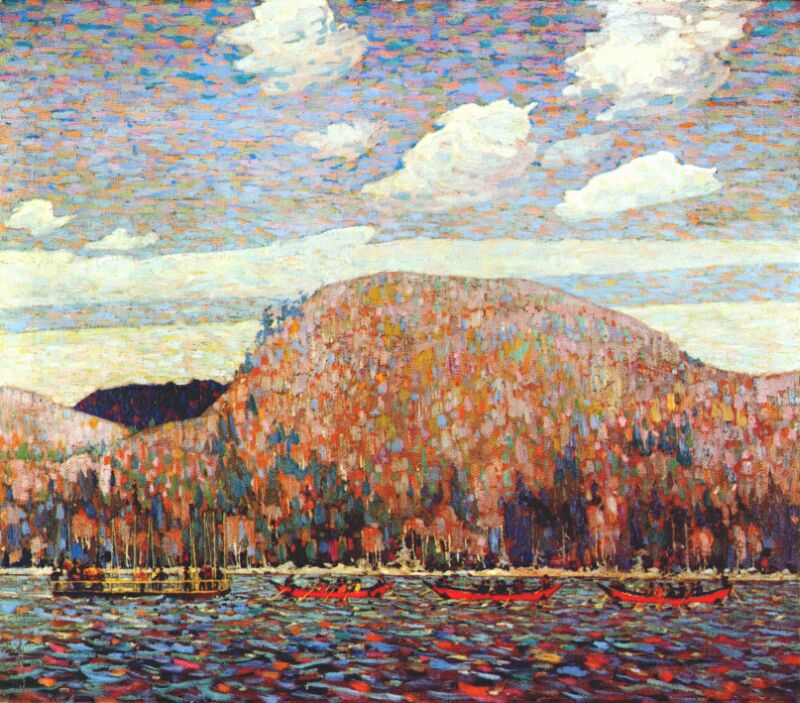
The Pointers
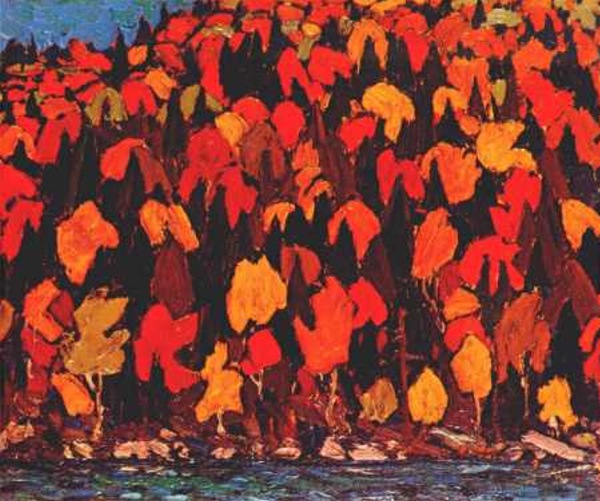
Autumn Foliage
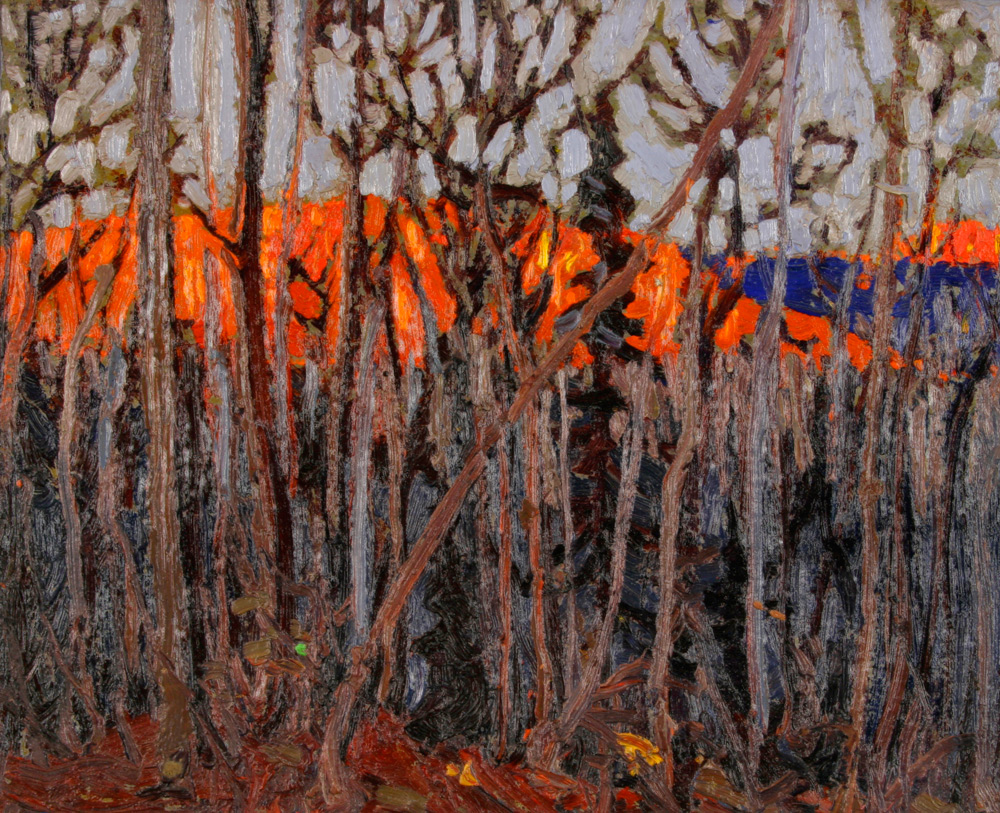
Algonquin Park
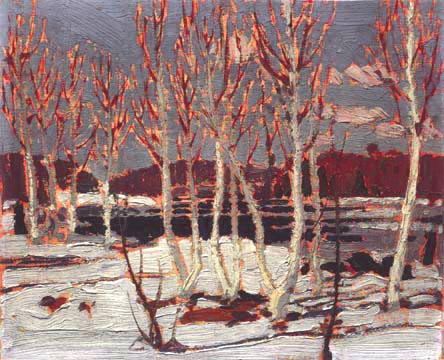
April In Algonquin Park
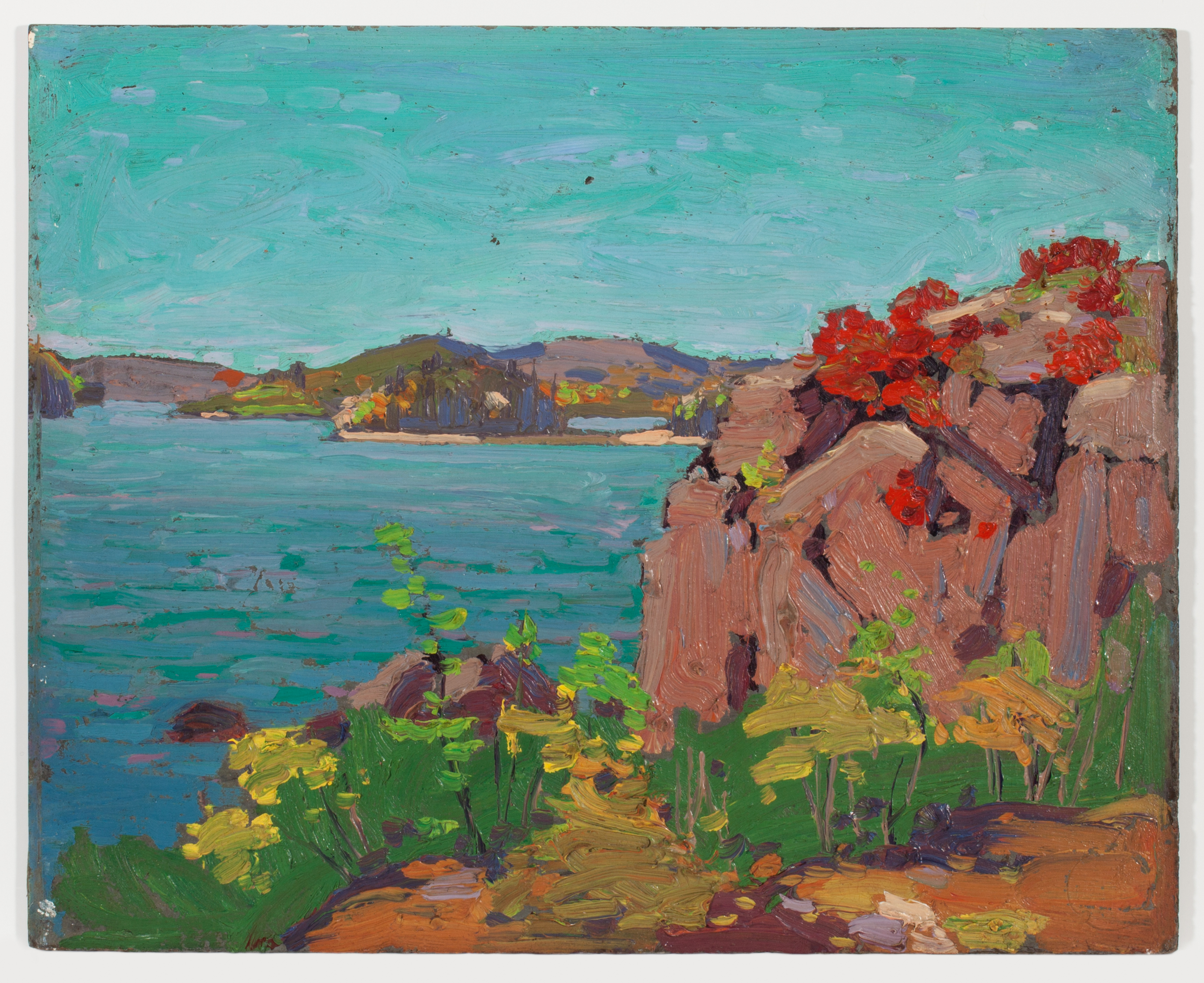
Spring Lake
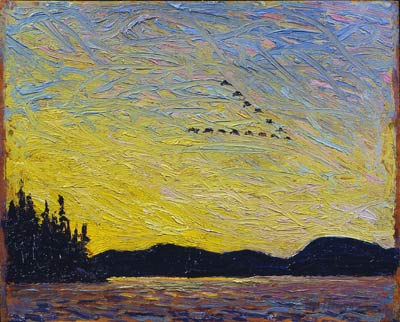
Round the Lake
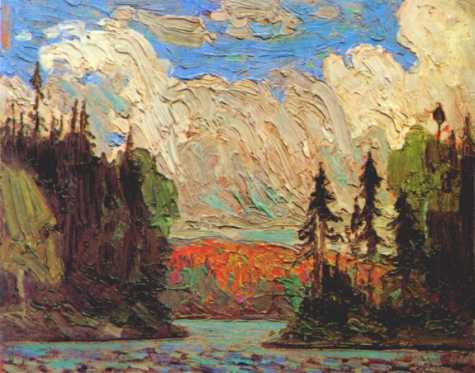
Black Spruce in Autumn
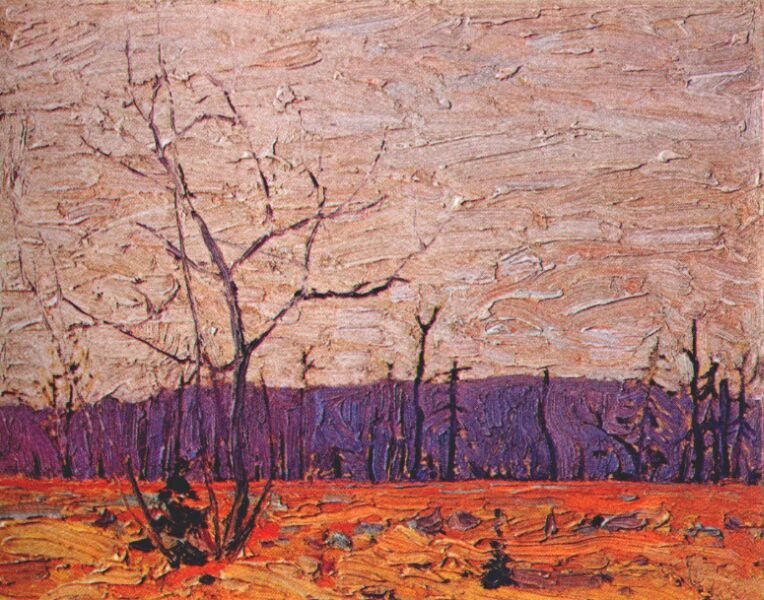
Sombre Day
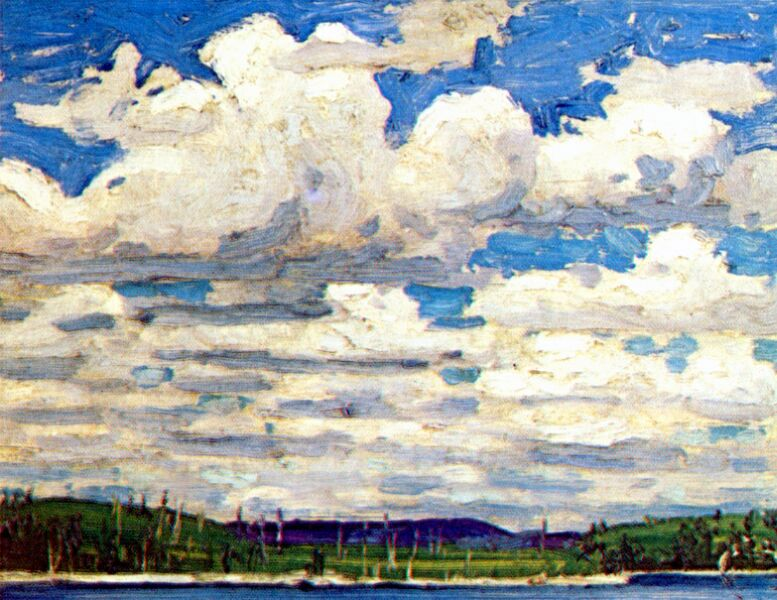
Summer Day